# 埼玉県立入間高等学校
埼玉県立入間高等学校（さいたまけんりつ いるまこうとうがっこう）は、埼玉県入間市小谷田に所在した公立の高等学校。略称は「間高」（まこう）。2013年3月をもって閉校した。

## 設置学科
- 普通科

## 沿革
- 1978年4月1日 - 埼玉県立入間高等学校として開校。
  - 入間市が県立高校を誘致したことにより設置された高校であり、学校用地取得も入間市によって行われた。
- 2010年2月 - 埼玉県教育委員会により「21世紀いきいきハイスクール推進計画（後期）」（埼玉県立高等学校の再編整備計画）が策定され、入間高校は2013年4月をもって埼玉県立豊岡高等学校と統合し、新たに豊岡高校校地に単位制全日制普通科高校を設置する計画が発表される[1]。
  - 単位制全日制普通科高校は新設開校の扱いだが、入間高校は2010年度新入生をもって募集停止、豊岡高校は2011年度以降も生徒募集し、2013年3月時点で豊岡高校に在校している生徒は同年4月以降すべてそのまま新設高校の在校生となる。また同一市内の統合で、課程及および学科に変更がないことから、新設高校は設置校である「埼玉県立豊岡高等学校」の校名を継承する。従って形式上新設開校と称しているものの、事実上豊岡高校が単位制に移行するのみでそのまま存続し、入間高校の単独廃校という形になる（詳細は埼玉県立豊岡高等学校を参照）。入間高校卒業生に対する卒業証明書等発行事務は新設高校で取り扱うものの、2013年3月時点で入間高校に在籍し、留年・休学等により次年度も引き続き高校に留まる入間高校生徒がいた場合は、新設高校には移籍させず卒業まで入間高校の生徒として取り扱う。
- 2010年 - 最後の生徒募集。2010年度をもって生徒募集を終了し、2011年度以降は募集停止。
- 2013年3月31日 - 埼玉県立豊岡高等学校と統合し閉校した。豊岡高校校地・施設に単位制全日制普通科高校が新設された。入間高校校地・施設については2016年4月に開校した埼玉県立入間わかくさ高等特別支援学校に利用されている[2]。

## 著名な卒業生
- 山本僚 ヴァンフォーレ甲府⇒CFRティミショアラ（ルーマニア/プロリーグ）
- 関根裕介 （俳優）

## 文化祭
- 入間高祭

## 交通
- 西武鉄道池袋線：入間市駅よりバスで10分、人事院研修所バス停下車徒歩3分